# Archangel (álbum)
Arcángel es el décimo álbum de estudio de la banda estadounidense groove metal Soulfly. Se lanzó el 14 de agosto de 2015 a través de Nuclear Blast Entertainment . Es el álbum más corto de la banda hasta la fecha, con treinta y seis minutos y medio. Es el último álbum de la banda con el bajista Tony Campos, que dejó la banda poco después de grabar para unirse a Fear Factory. Con una posición máxima del número 130 en el  Billboard  200, es el segundo álbum de listas más bajo de Soulfly hasta la fecha (detrás de  Dark Ages  de 2005, que alcanzó su punto máximo en el número 155).
La siguiente gira "We Sold Our Souls To Metal" para promover el lanzamiento de Archangel presentó a Soulfly tocando en vivo hasta 7 canciones del álbum cada noche, que es la primera vez desde la gira Primitive que la banda toca la mayoría de un nuevo álbum. vivir

## Lista de canciones
Todas las canciones escritas y compuestas por Max Cavalera, excepto algunas notas. 
| Archangel |                                                                       |          |  |
| N.º       | Título                                                                | Duración |  |
| 1.        | «We Sold Our Souls to Metal»                                          | 3:00     |  |
| 2.        | «Archangel»                                                           | 4:47     |  |
| 3.        | «Sodomites» (con Todd Jones de Nails)                                 | 3:55     |  |
| 4.        | «Ishtar Rising»                                                       | 2:45     |  |
| 5.        | «Live Life Hard!» (con Matt Young de King Parrot)                     | 3:56     |  |
| 6.        | «Shamash»                                                             | 3:48     |  |
| 7.        | «Bethlehem's Blood»                                                   | 4:18     |  |
| 8.        | «Titans»                                                              | 4:44     |  |
| 9.        | «Deceiver»                                                            | 2:44     |  |
| 10.       | «Mother of Dragons» (con Richie Cavalera, Igor Cavalera Jr. y Anahid) | 2:41     |  |

| Edicion especial (Bonus tracks) |                                      |          |  |
| N.º                             | Título                               | Duración |  |
| 11.                             | «You Suffer» (cover de Napalm Death) | 0:10     |  |
| 12.                             | «Acosador Nocturno»                  | 2:45     |  |
| 13.                             | «Soulfly X»                          | 5:42     |  |